# سغرك بن أوشون قوجا (كتاب داده قورقوت)

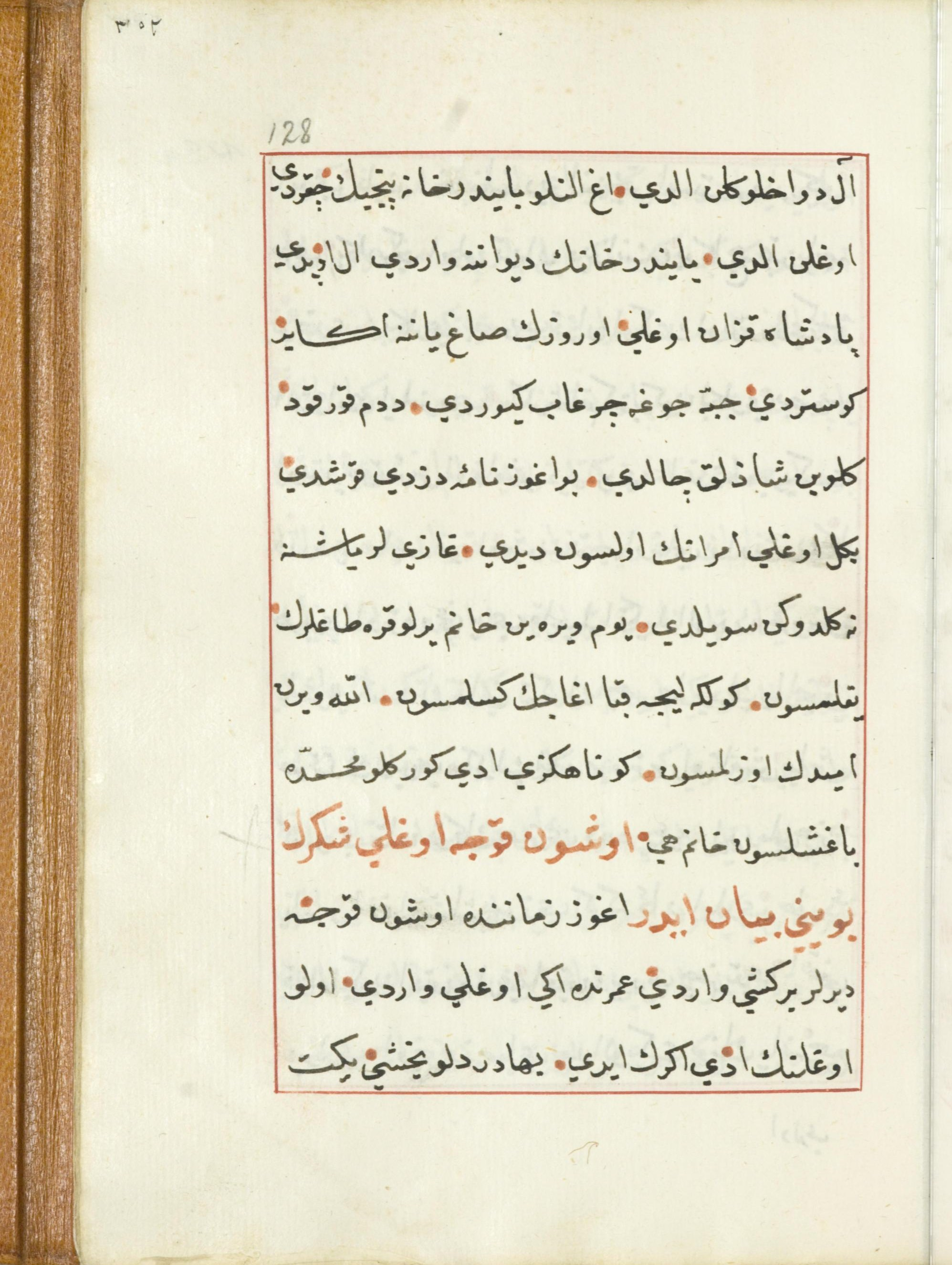

سغرك بن أوشون قوجا هي أسطورة من أساطير الأتراك وتمثل إحدى حكايات كتاب داده قورقوت.

## موضوعها
كان هناك شخص يُدعي أوشون قوجا وكان له ولدين، كان ابنه الأكبر اسمه اجرك وكان شاباً شجاعاً ملئ بالجنون، وقد كان يذهب لمصاحبة بايندر خان في الوقت الذي يريده، وعندما كان يدخل للداخل كان يتجاوز البكوات ويجلس أمام قازان خان، وفي يوم من الأيام قال تارس أوزانمش أحد شجعان أوغوز غاضباً بأنه ليس لديه الحق في هذا المكان، و حزن اجرك علي هذا الوضع، و طلب من قازان خان القيام بالهجوم. اجرك الذي أخذ ما أراده قام بعمل الاحتفالات بعدها خرج للهجوم. و كانت أعمال النهب والسلب في المملكة قد وصلت إلى بحر جوكتشه ثم وصل بعد ذلك الي قلعة الينجا التي كان يوجد بها صراع الحاكم قاره وكانت تجمع الغنائم هناك فأخذه الجواسيس وألقوا به في الزنزانة.
ومرت سنوات بعد ذلك وكبر سجراك أخو اجرك، وفي نقاش قالوا أنه إذا أراد أن يكون شجاعاً فليذهب إلى كنيسة الينجا وينقذ أخوه، وعندما علم سجراك بالحقيقة ذهب إلى جدته وقال لها أنه سيذهب لإنقاذ أخيه، وحتي يجعلوه يتراجع عن هذا القرار زوجوه بسرعة في ذلك الوقت.
وفي ليلة الزفاف شرح سجراك لزوجته الوضع وقال لها أن تتزوج إذا لم يرجع في خلال سنة، ثم قَبَل سجراك يد والده وذهب، وعندما علم الوالي البيزانطي بذلك أرسل له ستون عسكري فهزمهم سجراك، فأرسل له مرة أخرى أكثر من مائة عسكري فهزمهم أيضاَ، فحاول الحاكم أن يجعل اجرك وسجراك يتحاربون كمحاولة أخيرة وقال أنه في حالة ما غلب اجرك فإنه سيطلق سراحه.
فأرسلوا اجرك إلى مكان القصر الذي يقيم فيه سجراك، وعندما رأي اجرك عود سجراك أخذه من يد أوغوز وبدأ في العزف عليه، وبينما كان يعزف قال له أنه إذا لم تكن هناك ضرورة لعودته فإنهم سوف يقتلونه، فعندها عرفوا أنهم أخوين وتعانقوا، وبعد ذلك هزم الأخوان أعدائهم ورجعوا إلى منزلهم، ودُقَت الطبول وأقيمت مآدب الطعام، وأصبح الأخوان شهود علي زفاف بعضهم، وظلت الحكاية في كل وقت مثل حكايات داده قورقوت التي تنتهي بالدعاء.